# Neil Ritchie (ciclista)
Neil Ritchie (nascido em 21 de outubro de 1933) é um ex-ciclista neozelandês que competia no ciclismo de pista. Representou seu país, Nova Zelândia, nos Jogos Olímpicos de Verão de 1956 em Melbourne, terminando em quinto na perseguição por equipes de 4 km.